# Piekoszów Łaziska
Piekoszów Łaziska – przystanek kolejowy w mieście Piekoszów, pomiędzy drogami do Rykoszyna i Łazisk. Obsługuje lokalny ruch pasażerski do Kielc, Włoszczowy i Częstochowy. Odprawę przesyłek towarowych umożliwiają znajdujące się w pobliżu dodatkowe tory towarowe, rampa wyładowcza i plac ładunkowy.
W przeszłości przystanek posiadał nazwę Piekoszow i Piekoszów. Nowa nazwa została nadana wraz z zakończeniem przebudowy przystanku w grudniu 2024 roku.

## Ruch pasażerski
| Rok  | Wymiana pasażerska na dobę |
| ---- | -------------------------- |
| 2017 | 0-9                        |
| 2022 | 10-19                      |

Niektóre pomieszczenia budynku stacyjnego zaadaptowano na cele mieszkalne. W pozostałej części budynek niszczeje.